# Caproni Ca.135

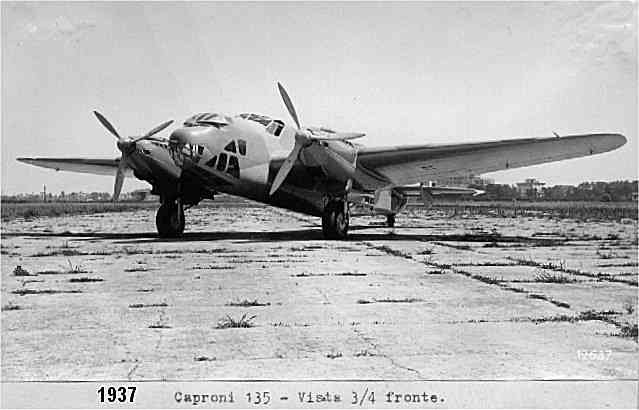
Caproni Ca.135 in 1937

De Caproni Ca.135 was een Italiaanse middelzware bommenwerper van vliegtuigbouwer Aero-Caproni die dienst deed in de Italiaanse (Regia Aeronautica) en Hongaarse luchtmacht tijdens de Tweede Wereldoorlog.
De Ca.135 was een van de laatst ontworpen toestellen in de Italiaanse luchtvloot bij aanvang van de oorlog. Maar de prestaties van het toestel waren teleurstellend. Het tweemotorig toestel kon een bommenlast van 1.300 kg dragen. Het had geschutskoepels vooraan, bovenaan achter de piloot en onderaan achter de vleugel.